# 21街車站 (IND跨城線)
21街車站（英語：21st Street station），又稱「21街-凡阿爾斯特車站」（英語：21st Street–Van Alst station）是美國紐約地鐵IND跨城線的一個地鐵站，位於皇后區長島市亨特斯角21街及傑克森大道交界，設有G線（任何時候停站）列車服務。

## 歷史
21街車站是IND跨城線第一期的一部分，該線南達納蘇大道。車站所在地到了1929年4月已經挖好，並在1933年8月19日開放。第二名稱「凡阿爾斯特」指凡阿爾斯特大道，是21街的舊稱。凡阿爾斯特家族在1652年荷蘭殖民時期已經在長島市安頓，並在鄰近現時皇后廣場的傑克森大道和奧查德街交界的位置興建了一個家族墓地（現時成為西消毒公司設施原址的空地）。凡阿爾斯特的名稱還用於凡阿爾斯特遊樂場，位於阿斯托利亞21街及30大道交界。

## 車站結構
| G         | 街道層             | 出入口                 |
| B1        | 夾層               | 閘機、車站詢問處       |
| B2 月台層 | 南行               | 往教堂大道（綠點大道） |
| B2 月台層 | 島式月台，左側開門 |                        |
| B2 月台層 | 北行               | 往法庭廣場（總站）     |

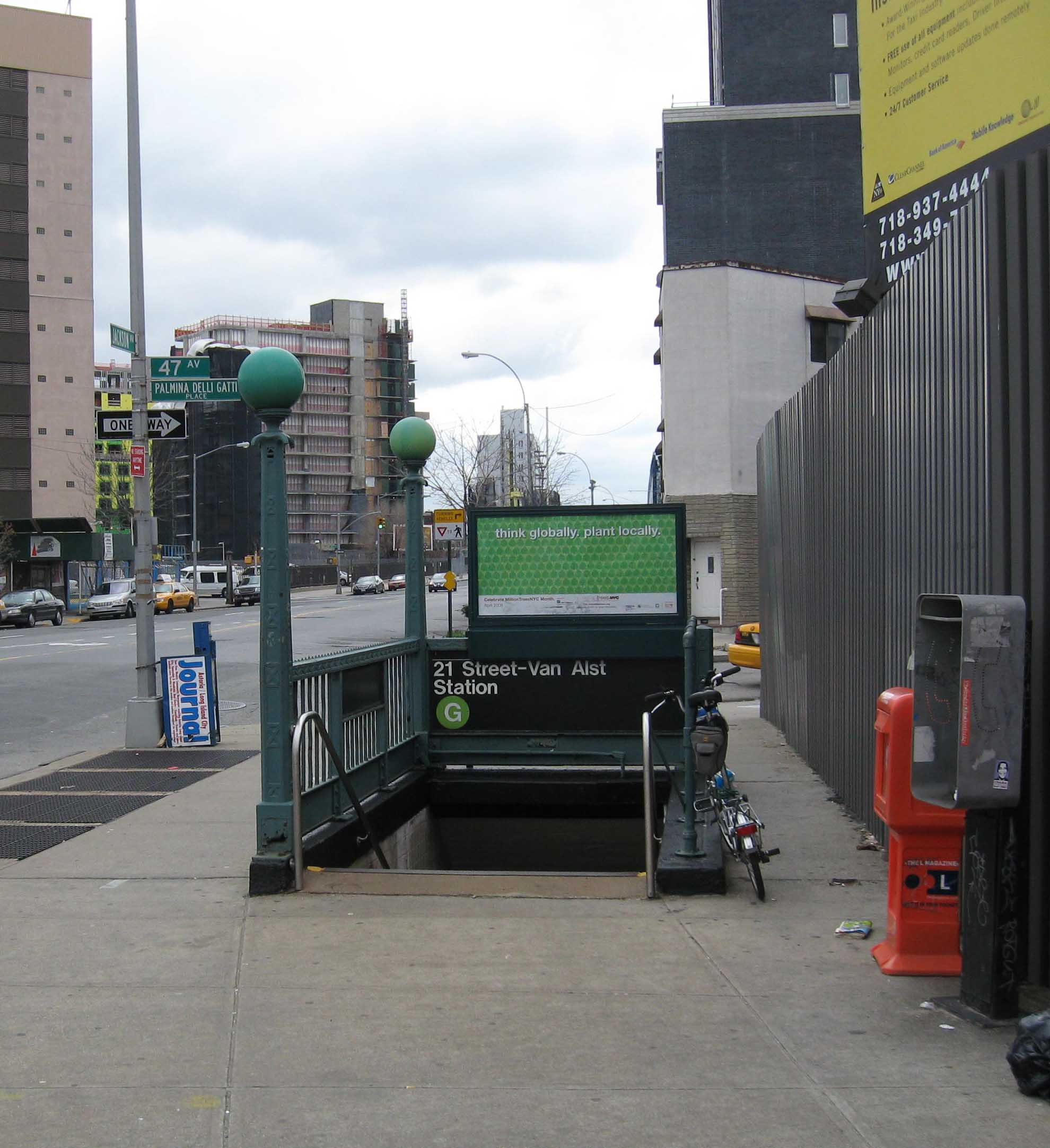
傑克森大道樓梯

此站設有一個島式月台和兩條軌道，位於一個較緩的彎道，傑克遜大道下方。月台上方設有全長夾層，但只有北半部開放，與月台以兩條樓梯連接。南半部設有三條樓梯到月台，只用於儲存和職員辦公室。
此站與跨城線其他車站一樣條件不良，牆壁瓷磚受地下水破壞，尤其在南行側。儘管有此破壞，目前仍沒有計劃維修。
此站以北，中央軌道在兩條跨城線主軌道出現，容許列車以法庭廣場任何一條軌道停靠。因此北行軌道北端設有一個列車路線選擇面板。

## 外部連結
- 21st Street entrance from Google Maps Street View
- Platform from Google Maps Street View